# かま栄
株式会社かま栄（かまえい）は、北海道小樽市の水産加工物製造業者である。

## 沿革
- 1905年（明治38年） - 新潟県から移住した芝栄吉がかま栄蒲鉾店創業。
- 1933年（昭和8年） - 芝と同郷の佐藤仁一が社長に就任。
- 1937年（昭和12年） - 小樽丸井今井出店。
- 1946年（昭和21年） - 6月20日 資本金270万円で有限会社かま栄商店設立。
- 1958年（昭和33年） - 現在地に本店舗移設。
- 1968年（昭和43年） - 花園本店裏に本社工場増改築。
- 1970年（昭和45年） - 千歳空港ビル2階ロビーに空港店オープン。
- 1971年（昭和46年） - 札幌三越店、札幌地下街店オープン。
- 1974年（昭和49年） - 1月、佐藤仁一の子の佐藤公亮が代表取締役社長就任。有限会社かま栄商店から株式会社かま栄に改組。
- 1976年（昭和51年） - 小樽駅前にサンビル店オープン。
- 1977年（昭和52年） - 札幌そごう店オープン（現エスタ大食品街店）。
- 1981年（昭和56年） - 丸井今井本店に売場開設。10月、本社工場新築落成移転操業開始。12月、レストラン「キャビンかま栄」と物産館オープン。
- 1983年（昭和58年） - 丸井今井旭川店に売場開設。
- 1987年（昭和62年） - 帯広藤丸店、札幌東急店開設。
- 1988年（昭和63年） - レストラン「キャビンかま栄」新築、「見る工場」も増改築。
- 1993年（平成5年） - かま栄プラザビル新築オープン。
- 1994年（平成6年） - 小樽駅前第一ビル店オープン。
- 1996年（平成8年） - 本社工場拡張改築。
- 2001年（平成13年） - 4月25日 駐車場とトイレを併設したかま栄運河ステーション新築。
- 2003年（平成15年） - 3月6日 札幌大丸店オープン。
- 2007年（平成19年） - 小樽駅前サンポート店オープン。
- 2008年（平成20年） - 工場直売店リニューアルオープン。
- 2012年（平成24年） - 佐藤公亮の子の佐藤公俊が社長に就任。
- 2016年（平成28年） - 新さっぽろサンピアザ店オープン。9月、旭川西武店閉店。上川地区から撤退。
- 2023年（令和5年） - 1月、帯広藤丸店閉店。十勝地区から撤退。

## 主要商品
- ひら天
- パンロール
- かに甲ら
- かにかま
- うにかま

## 販売
- 道内11店舗のほか、オンラインショップでも購入できる。

## 本社工場
- 所在地 - 北海道小樽市堺町3-7
- 見る工場 - ガラス越しに工場内の様子を見学することができる
- 工場直売店 - できたての製品を購入できる
- 灯台茶房ラ・カンパネラ - かま栄ドッグやソフトクリームなどの軽食が楽しめる（2015年閉店）
- かま栄物産館 - 北海道のおみやげ品を販売

## 提供番組
2020年10月現在。
テレビ
- 小樽フラッシュニュース（札幌テレビ放送、土曜日9:25〜9:30） 
CM時には必ず奥沢水源地の映像が放映される。

ラジオ
- &.LOVE（エフエム北海道（AIR-G'）、土曜日8:00〜11:55）
8:50頃の「小樽さんぽ」コーナーに提供。
- 美香と香菜子のおさんぽ土曜日（HBCラジオ、土曜日8:00〜13:00）
9:35頃の「OTARU CITY CRUISE」コーナーに提供。
- 気象情報（FMおたる）
平日に朝と夕方の2回分提供。
- 加藤さんと山口くん（STVラジオ、日曜日09:30～10:00）